# Southbridge (Massachusetts)
Southbridge ist eine Stadt im Worcester County des Bundesstaats Massachusetts in den Vereinigten Staaten.
Das U.S. Census Bureau hat bei der Volkszählung 2020 eine Einwohnerzahl von 17.740 ermittelt.

## Geschichte
Southbridge wurde erstmals 1730 von Europäern besiedelt. Im Jahr 1801 wurde aus dem westlichen Teil von Dudley, dem südwestlichen Teil von Charlton und dem südöstlichen Teil von Sturbridge eine Wahlgemeinde gebildet, die den Namen Second Religious Society of Charlton trug und im Volksmund Honest Town genannt wurde. Im Jahr 1816 wurde diese Gemeinde als das Township Southbridge gegründet. Zu den ersten Siedlern gehörten Moses Marcy, der ein Haus an der Stelle der heutigen Kirche Notre Dame besaß und in den Kongress gewählt wurde, sowie die Familie Dennison. Die Wasserkraft des Quinebaug River machte Southbridge zu einem guten Standort für Sägewerke im 18. und für Textilfabriken im 19. Jahrhundert. Nach dem Sezessionskrieg kamen viele Einwanderer irischer und französisch-kanadischer Abstammung, um hier zu arbeiten und zu leben; bis in die 1930er Jahre gesellten sich Polen, Griechen, Italiener und andere zu ihnen.
Southbridge hat eine lange Geschichte in der Herstellung optischer Produkte, was der Stadt den inoffiziellen Titel "Eye of the Commonwealth" einbrachte, in Anlehnung an den Commonwealth of Massachusetts. Unter der Familie Wells wurde die American Optical Company (AO) zum weltgrößten Hersteller von Augenoptikprodukten und beschäftigte in ihrer Blütezeit mehr als 6000 Mitarbeiter in aller Welt. Viele er Arbeiter wurden während des Zweiten Weltkriegs von der Wehrpflicht befreit, da sie kriegswichtige Arbeit leisteten, einschließlich der Herstellung von Norden-Bombenzielgeräten und sogar einiger Arbeiten an der Atombombe.
In den frühen 1960er-Jahren hatte die Mühlenstadt ein Kino, einen Radiosender und einen Flughafen. In den 1970er- und 1980er-Jahren kamen neue Einwanderer aus Puerto Rico, Laos und Vietnam in die Stadt, und heute hat die Stadt eine bedeutende hispanische und puerto-ricanische Bevölkerung. Die American Optical Company schloss 1984, und Southbridge kämpft immer noch mit dem Verlust dieser und anderer Arbeitsplätze in der Fertigung.

## Demografie
Laut einer Schätzung von 2019 leben in Southbridge 16.878 Menschen. Die Bevölkerung teilt sich im selben Jahr auf in 82,2 % Weiße, 3,4 % Afroamerikaner, 0,3 % amerikanische Ureinwohner, 0,4 % Asiaten und 4,1 % mit zwei oder mehr Ethnizitäten. Hispanics oder Latinos aller Ethnien machten 32,9 % der Bevölkerung aus. Das mittlere Haushaltseinkommen lag bei 51.270 US-Dollar und die Armutsquote bei 20,3 %.

## Infrastruktur
Southbridge wird vom Southbridge Municipal Airport bedient, einem Flughafen in öffentlicher Hand. Hauptverkehrsstraße ist die Route 131, welche Connecticut mit Massachusetts verbindet.

## Söhne und Töchter der Stadt
- Sidney Clarke (1831–1909), Elektronikingenieur
- Calvin Paige (1848–1930), Elektronikingenieur
- Francis Harper (1886–1972), Biologe
- John Fitzgerald (* 1948), American-Football-Spieler
- Jeff Belanger (* 1974), Schriftsteller und Geisterjäger